# Mogneville (Oise)
Mogneville è un comune francese di 1 539 abitanti situato nel dipartimento dell'Oise della regione dell'Alta Francia.

## Società

### Evoluzione demografica
Abitanti censiti